# Deathchain
Deathchain är ett death/thrash metal-band från Finland, Kuopio. Bandet grundades år 1997 under namnet Winterwolf men bytte namn till Deathchain år 2001. Originalmedlemmarna i Winterwolf kom samman 2006 och spelade in ett album som utgavs i begränsad upplaga.

## Medlemmar
Nuvarande medlemmar
- Kuolio (Juha Harju) – basgitarr (2001– )
- Kassara (Lauri Rytkönen) – trummor (2001– )
- Corpse (Tommi Hoffren) –  gitarr (2001– )
- K.J. Khaos (Kai Jaakkola) – sång (2006– )
- Cult of Hell (Tuomas Karhunen) – gitarr, bakgrundssång (2007– )

Tidigare medlemmar
- Bobby Undertaker (Miikka Närhi) – gitarr (2001–2007)
- Rotten (Tommi Virranta) – sång (2002–2006)
- C. Void (Antti Boman) – bakgrundssång (2010–2013)

Bidragande musiker (studio)
- Satkis – gitarr 2003)
- Jee-Vee Hell – sologitarr (2003)
- Antti Boman – sång (2003, 2005, 2007, 2008)
- Janne Tolsa – keyboard (2005)
- Turbo J-V – sologitarr (2005)
- Olli Savolainen – keyboard (2008)
- L-G Petrov – sång (2013)

## Diskografi

### Som Winterwolf
Demo
- 2000 – Death... Will Come Your Way
- 2001 – Blood for Death

Studioalbum
- 2009 – Cycle of the Werewolf

Annat
- 2011 –  Eaters of the Cross / Of a Past Forlorn (delad singel: Winterwolf / Disma)

### Som Deathchain
Demo
- 2002 – Poltergeist

Studioalbum
- 2003 – DeadMeat Disciples
- 2005 – Deathrash Assault
- 2007 – Cult Of Death
- 2008 – Death Eternal
- 2010 – Death Gods
- 2013 – Ritual Death Metal

Annat
- 2005 – Deathchain / Deathbound (delad EP)
- 2010 – Sotajumala / Deathchain (delad EP)